# Mukti Jaya (Singkohor)
Mukti Jaya is een bestuurslaag in het regentschap Aceh Singkil van de provincie Atjeh, Indonesië. Mukti Jaya telt 413 inwoners (volkstelling 2010).